# Michael Mendl
Michael Mendl, eredetileg Michael Sandrock (Lünen, 1944. április 20.) német színpadi és filmszínész, karakterszínész. Emlékezetes szerepe Helmuth Weidling Wehrmacht-tábornok megformálása A bukás – Hitler utolsó napjai című 2004-es háborús filmdrámában.

## Élete

### Származása, tanulmányai
Egy katolikus pap és Martha Sandrock orvostanhallgató lány házasságon kívüli kapcsolatából született. Élete első éveiben anyja családjában nevelkedett a Ruhr-vidéken és Köln környékén. 1949-ben anyja feleségül ment az osztrák Ernst Mendlhez, aki adoptálta a gyermeket. Kisiskolás éveit Krefeldben töltötte, majd a család az 1950-es évek közepén Ludwigshafenbe költözött. Michael Mannheimben járt humán szakos gimnáziumba. 1965-ben leérettségizett, és a Bécsi Egyetemen színház- és művészettörténetet kezdett tanulni. Valójában színész akart lenni, először Max Reinhardt bécsi színiiskolájában akart tanulni, de 1966-ban az esseni Folkwang művészeti főiskolára (ma egyetem) ment, ahol 1969-ben színművészi oklevelet szerzett.

### Színpadi munkája
Már 14 éves iskolásként színpadi statisztaként szerepelt a Mannheimi Nemzeti Színházban. Végzése után éveken át Nyugat-Németország különféle színházaiban dolgozott. Rendes állása volt a Darmstadti, a Stuttgarti Állami Színháznál, majd a müncheni Bajor Állami Színháznál (Bayerisches Staatsschauspiel).
Az 1980-as években már befutott, jó nevű színpadi színész volt. Megállta helyét mind klasszikus, mind kortárs szerepekben. 1981-ben vendégszerepelt a müncheni Kamaraszínháznál (Münchner Kammerspiele), Oszip szerepében, Csehov Platonovjában, Thomas Langhoff rendezésében. Fellépett a düsseldorfi és a hamburgi Schauspielhausban, és a nyugat-berlini Volksbühne szabadtéri színpadán. 1993-ban vendégszerepelt a Salzburgi Ünnepi Játékokon, Messala szerepében, Shakespeare: Julius Caesarjában, Peter Stein rendezésében), 1994–1995-ben Caesart játszotta a Peter Stein által rendezett Antonius és Kleopátra-ban, 1995-ben pénzbehajtót alakított Hofmannsthal Mindenki (Jedermann) c. drámájában, Gernot Friedel rendező keze alatt, és  a vándort alakította Csehov Cseresznyéskertjében, Peter Stein rendezővel. Hosszabb kihagyás után 2013 szeptemberében tért vissza a színpadra, Thomas Bernhard: Vor dem Ruhestand című tragikomédiájában szerepelt, a bécsi Theater in der Josefstadt színpadán.

### Film- és televíziós színészi munkája
1975-ben kapta első kis epizódszerepét A felügyelő c. krimisorozat egyik filmjében. Az 1980-as években még ritkán szerepelt. 1989-ben megjelent a Tetthely sorozatban. 1991-ben Sönke Wortmann rendező Gengszterfiókák c. krimiparódiája hozta meg számára az ismertséget. 1992-ben szerepelt Sherry Hormann első filmjében, a Leise Schatten című kapcsolati drámában (a film Max-Ophüls-díjat kapott. A müncheni Residenztheater felmondott neki, Mendl elhatározta, hogy ezután csak filmes és televíziós munkákat vállal.
Filmszínészként fajsúlyos, drámai szerepeket játszott, pszichopatákat, bűnözőket, hadifoglyokat, de legtöbbször határozott, kemény, döntéshozó személyiségeket, főtisztviselőket, katonai parancsnokokat, orvosokat, politikai vezetőket, így Helmuth Weidling tüzérségi tábornokot, Berlin védelmének irányítóját Oliver Hirschbiegel rendező Oscar-díjra jelölt 2004-es A bukás című háború filmdrámájában, Johannsen hajóskapitányt, a tragikus sorsú Wilhelm Gustloff utasszállító hajó parancsnokát Joseph Vilsmaier 2008-as Die Gustloff című háborús filmjében, Dr. Stauffert, a német foglyokat szökéshez segítő tábororvost Hardy Martins 2001-es Ameddig a lábam bírja (2001) című filmjében; Monsignore Hudal kuriális bíborost, magas egyházi tisztségviselőt Costa-Gavras Ámen című politikai-történelmi filmjében; Willy Brandtot, a korábbi szövetségi kancellárt Oliver Storz rendező 2003-as A hatalom árnyékában című dokumentatív politikai tévésorozatban; vagy Karol Wojtyła érseket, Gero von Boehm 2006-os Karol Wojtyla – Geheimnisse eines Papstes című dokumentatív tévéfilmjében.
Későbbi szerepeiben Mendel érett, megfontolt, nyugodt és intelligens jellemeket, környezetükben elfogadott és tisztelt személyiségeket alakított. Hitelesen formálta meg 1995-ben Nulf személyét Az álom testvérében (rendezte Joseph Vilsmaier) és Moser falusi gazdálkodót, a Friedrich Dürrenmatt novellájából készült, 1997-es Fényes nappal történt című thrillerben, Nico Hofmann rendezésében.  
Az idő előrehaladtával újabb karakterben talált önmagára: sármos, idősödő házasembert alakított (pl. a 2006-os Eine Chance für die Liebe c. tévésorozatban. Ugyanilyen hitelesen formált meg sötét alakokat, csaló cégvezetőt, gátlástalanul visszaélő tisztviselőt, SS-tisztet, gengsztert.
2003-as A hatalom árnyékában-beli Willy Brandt-alakításáért 2004-ben a legjobb német színésznek járó Arany Kamera díjjal tüntették ki. 1997-ben jelölték a legjobb férfi mellékszereplőnek járó Német Filmdíjra , 1998-ban a Bajor Filmdíjra.
Mendl segíti a fiatal színészeket és rendezőket. Moritz Boll kezdő filmrendező első filmjében, az Elise című road movie-ban ingyen elvállalta az egyik főszerepet. Emellett dolgozik rádiós hangjátékokban, hangját kölcsönzi animációs filmek figuráinak, németül és angolul is. Szinkronszínészként is dolgozik, F. Murray Abraham, Rob Reiner, Stellan Skarsgård, Timothy Dalton és Rolf Lassgård német hangját adta.

## Magánélete
Első korai házasságából született egy fia. 1986-ban, 42 éves korában viszonyba keveredett a húszéves Carolin Fink (*1966) színésznővel. 23 éven át éltek együtt, két közös gyermekük született, Joana (*1992) és Marlon (*2000). 2009 június végén közös megegyezéssel elváltak. Fink 2009-es nyilatkozata szerint a következőkben saját karrierjének kíván prioritást adni. A válás után Fink a gyerekekkel Münchenben maradt, Mendl Berlinbe költözött.

## Társadalmi elkötelezettsége
2000 óta önkéntes tanácsadóként dolgozik a bevándorlók gyermekeinek integrációját segítő, a Bajor Oktatásügyi Minisztérium által szervezett „LILALU” nevű nyári gyermektáboroztatási és programban.
2003 óta segíti a trópusi esőerdőkért dolgozó Faszination Regenwald nevű egyesületet Francia Guyanában.
Erről a munkáról a WDR televízió több dokumentumfilmet készített. 
2008 novembere óta Mendl a „Noma” gyermekbetegség (stomatitis gangraenosa = üszkös szájnyálkahártya-gyulladás) elleni küzdelmet támogató Gegen Noma egyesület fővédnöke. Jelenleg (2022-ben) az SOS Gyermekfalvak nemzetközi civil szervezet egyik nagykövete.

## Elismerései, díjai
- 1994: elnyerte a legjobb német színésznek járó Arany Kamera díjat, a A hatalom árnyékában című filmben nyújtott Willi Brandt-alakításáért.
- 1997: jelölték a legjobb férfi mellékszereplőnek járó Német Filmdíjra
- 1998: jelölték a Bajor Filmdíjra.

## Főbb filmszerepei
- 2015–2022: Letzte Spur Berlin, tévé-krimisorozat (2012); Eduardo Lange / Wolfram Dahlkamp
- 2020: Stille; öregúr a tónál
- 2017–2020: Sötétség (Dark), tévésorozat; Bernd Doppler
- 2019: Anya, az állatorvos (Tierärztin Dr. Mertens), tévésorozat; Dietrich Kramer
- 2019: SOKO Stuttgart, tévésorozat; Dieter Bohm
- 2019: Der Auftrag, tévéfilm; Siegfried Brandt
- 2016–2018: Die Diplomatin, tévésorozat; több szerepben
- 2018: A hegyi doktor – Újra rendel (Der Bergdoktor), tévésorozat; Richard Bäumler
- 2017: SOKO Leipzig, tévésorozat; Herbert Brand
- 1991–2017: Az Öreg (Der Alte), tévésorozat; több szerepben
- 2017: Die Spezialisten - Im Namen der Opfer; tévésorozat; Heinrich Rulf
- 2016: Az egészség ellenszere (A Cure for Wellness) (2016)
- 2014: SOKO Köln, tévésorozat; Günther Reimann
- 2013: Krokodil, tévéfilm; Gabriel
- 2013: Fenyvesek úrnője (Die Holzbaronin), tévéfilm; Anton Seitz
- 2012: Reichsgründung/Die nervöse Großmacht, tévéfilm; I. Vilmos császár
- 1985–2012: Tetthely (Tatort), tévésorozat; több szerepben
- 1990–2012: Két férfi, egy eset (Ein Fall für zwei), tévésorozat; több szerepben
- 2012: Nyomozás Velencében (Donna Leon), tévésorozat; Maurizio Cataldo
- 2011: Der Kleine Prinz, videófilm; a Király
- 2022: Szerelem és halál Jáván (Liebe und Tod auf Java), tévéfilm; Arthur Landgraf
- 2011: Vasjankó (Der Eisenhans), tévéfilm; Vasjankó
- 2011: Küstenwache; tévésorozat; Günter Fuchs
- 2011: Férfiszívek 2. (Männerherzen… und die ganz ganz große Liebe);  Helmut Ades
- 2011: Csodagyerekek (Wunderkinder); Aaron Kaplan
- 2011: Lilli, a kis boszorkány: Utazás Mandolánba (Hexe Lilli: Die Reise nach Mandolan); Nandi
- 2009: SOKO München, tévésorozat; Armin Grützke
- 2008: Az elsüllyedt város kincse (Lost City Raiders), tévéfilm; Battaglia bíboros
- 2008: Az öreg hölgy látogatása (Der Besuch der alten Dame); Alfréd Ill
- 2008: Die Gustloff; tévéfilm; Johannsen kapitány
- 2007: Pompei (Pompei); Matteo
- 2007: Álomhotel (Das Traumhotel), tévésorozat; Holger Ritter
- 2006: Karol Wojtyla - Geheimnisse eines Papstes, tévéfilm; Karol Wojtyla
- 2006: A felügyelőnő (Die Kommissarin), tévésorozat; Christian Seide
- 2005: Agathe nem hagyja annyiban (Agathe kann’s nicht lassen), Ignatius apát
- 2005: Mezítlábas szerelem (Barfuss); Heinrich Keller
- 1999–2005: Siska, tévésorozat; több szerepben
- 2004: A bukás – Hitler utolsó napjai (Der Untergang); Weidling tábornok
- 2004: Öröklött boldogság (Geerbtes Glück); tévéfilm; Joe
- 2003: A hatalom árnyékában (Im Schatten der Macht); Willy Brandt
- 2003: Teréz anya – A szegények szolgálója (Madre Teresa); Van Exem
- 2002: Papa Giovanni – Ioannes XXIII; Tardini
- 2002: Ámen (Amen.); Hudal bíboros
- 2002: A párducnő (Die Katzenfrau), tévéfilm; Thomas Reuter
- 2001: Der Tanz mit dem Teufel – Die Entführung des Richard Oetker, tévéfilm; Richter
- 2001: Ameddig a lábam bírja (So weit die Füße tragen); Dr. Stauffer
- 2001: Stahlnetz, tévésorozat; Jonas Vogel
- 2000: Deutschlandspiel, tévéfilm; Ahromejev marsall
- 1998–2000: Die Cleveren, tévésorozat; Felix Nachtigal
- 2000: Két ász és egy király (Zwei Asse und ein König), tévéfilm; Dr. Helge Lührs
- 2000: Ki nevet a végén? (Frauen lügen besser), tévéfilm; Leander
- 1999: Keserű ártatlanság (Bittere Unschuld), tévéfilm; Dr. Robert Larssen
- 1999: Műgyűjtők és gyilkosok (Der blonde Affe); Hannes Bellmann főfelügyelő
- 1999: Liebe und weitere Katastrophen, tévéfilm; Rainer Ackermann
- 1998: Veszélyes igazság (Gefährliche Wahrheit), tévéfilm; Harry Voss
- 1998: Halálos barátság (Todfeinde – Die falsche Entscheidung), tévéfilm; Peter Gerlach
- 1998: Bűntény Berlinben (Assignment Berlin), Viktor Borokov
- 1998: Andrea és Marie (Andrea und Marie), tévéfilm; Ralf
- 1997: 14 nap életfogytiglan (14 Tage lebenslänglich); Viktor Czernetzky
- 1997: Fényes nappal történt (Es geschah am hellichten Tag); Moser
- 1996: A zsaruk királya (), tévésorozat; Norbert Bachschuster
- 1994–1996: Wolffs Revier, tévésorozat; több szerepben
- 1996: A tölzi zsaru (Der Bulle von Tölz), tévésorozat; Paul Traxl
- 1996: Peter Strohm, tévésorozat; Heinz Gretzki
- 1996: Az árnyékember (Der Schattenmann); Hotte
- 1995: Lányok a Lidóból (Les filles du Lido), tévé-minisorozat; Lodtz
- 1995: A gazember (Das Schwein – Eine deutsche Karriere), tévé-minisorozat; Robert Korda
- 1978–1995: Derrick, tévésorozat; több szerepben
- 1995: Az álom testvére (Schlafes Bruder); Nulf
- 1995: Frankenberg-kastély (Frankenberg), tévésorozat; Ludwig Geyer
- 1994: Faust, tévésorozat; Lommel autókereskedő
- 1990–1994: A nyomozó (), tévésorozat; Gessner / Schanz
- 1993: Ha kell, erőszakkal (Dann eben mit Gewalt), tévéfilm; Schwarz
- 1992: Gengszterfiókák (Kleine Haie); Essen vizsgálóbíró
- 1992: Leise Schatten; Flop
- 1991: Killer, tévéfilm; Herbert
- 1991: Eurocops, tévésorozat; Krüger
- 1975: A felügyelő (Der Kommissar), tévésorozat; lövölde-figura

## További információ
- Michael Mendl a PORT.hu-n (magyarul)
- Michael Mendl az Internetes Szinkronadatbázisban (magyarul)
- Michael Mendl az Internet Movie Database-ben (angolul)
- Michael Mendl a Rotten Tomatoeson (angolul)
- Michael Mendl. Filmkatalógus.hu (magyarul)
- Michael Mendl az AlloCiné weboldalán (franciául)
- Michael Mendl Profile (angol nyelven). famousfix.com. (Hozzáférés: 2023. január 18.)